# Fisherostylus bruneri
Fisherostylus bruneri là một loài bọ cánh cứng trong họ Cerambycidae.